# Archistes biseriatus
Archistes biseriatus är en fiskart som först beskrevs av Gilbert och Burke 1912.  Archistes biseriatus ingår i släktet Archistes och familjen simpor. Inga underarter finns listade i Catalogue of Life.

## Bildgalleri

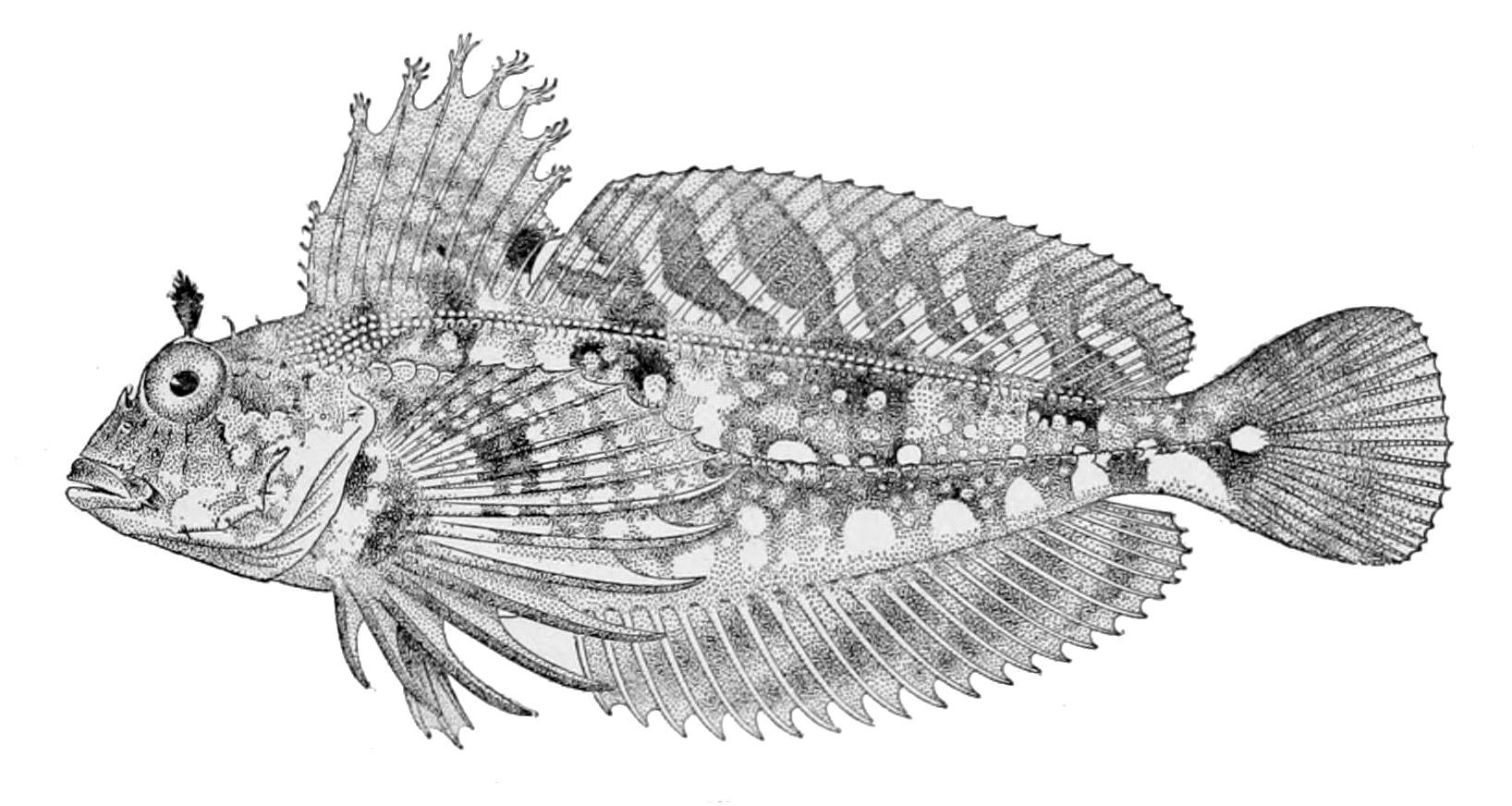